# Coryogalops william
Coryogalops william es una especie de peces de la familia de los Gobiidae en el orden de los Perciformes.

## Morfología
Los machos pueden llegar a alcanzar los 6 cm de longitud total.

## Hábitat
Es un pez de clima subtropical y demersal.

## Distribución geográfica
Se encuentran en África: desde la desembocadura del río Xora (Sudáfrica) hasta Inhaca (Mozambique )

## Observaciones
Es inofensivo para los humanos. 